# Alfreda Creek
Alfreda Creek är ett vattendrag i Kanada.   Det ligger i provinsen Ontario, i den sydöstra delen av landet, 400 km nordväst om huvudstaden Ottawa. Alfreda Creek ligger vid sjöarna  Kanichee Lake och Net Lake.
I omgivningarna runt Alfreda Creek växer i huvudsak blandskog. Trakten runt Alfreda Creek är nära nog obefolkad, med mindre än två invånare per kvadratkilometer.